# Adolph Steinheil
Adolph Steinheil (1810-1839) fue un botánico alemán.

## Honores

### Epónimos
- (Asclepiadaceae) Steinheilia Decne.[1]

- La abreviatura «Steinh.» se emplea para indicar a Adolph Steinheil como autoridad en la descripción y clasificación científica de los vegetales.[2]